# 주문항 (강화군)
주문항(注文港)은 인천광역시 강화군 서도면 주문도리, 아차도의 동남쪽에 있는 어항이다. 지방어항으로 지정, 관리되고 있다. 시설관리자는 강화군수이다.

## 어항구역
주문항의 어항구역은 다음과 같다.
- 아래의 ㉮ ㉯ ㉰ ㉱ ㉲지점을 연결한 선내의 해역 (128,000m2)
  - ㉮ : 물량장 동측 시작부에서 S54˚E 방향으로 160m 이동한 지점 (X:461,748.55, Y:132,749.24), (37˚39′10.47″N, 126˚14′16.49″E)
  - ㉯ : ㉮점에서 N32˚E 방향으로 200m 이동한 지점 (X:461,917.27, Y:132,856.63), (37˚39′15.97″N, 126˚14′20.79″E)
  - ㉰ : ㉯점에서 N58˚W방향으로 680m 이동한 지점 (X:462,282.39, Y:132,282.97), (37˚39′27.66″N, 126˚13′57.29″E)
  - ㉱ : ㉰점에서 S32˚W방향으로 220m 이동한 지점 (X:462,096.80, Y:132,164.84), (37˚39′21.62″N, 126˚13′52.53″E)
  - ㉲ : ㉱점에서 S56˚E방향으로 115m 이동한 지점 (X:462,032.67, Y:132,261.08), (37˚39′19.56″N, 126˚13′56.48″E)
- 어항관련 사업으로 조성된 육역(물량장, 선착장 등)
  - 886-2잡,886-6잡,886-20잡,886-21잡
  - 시유지 : 6,368m2,  군유지 : 2,276m2

## 주요 어종
- 꽃게, 새우 등